# 共和党 (哈萨克斯坦)
共和党（羅馬化：«Respublica» partiasy），哈萨克斯坦政党，2022年8月成立，2023年1月18日注册。

## 历史

### 成立及注册
2022年8月29日，商人贝比特·阿里贝科夫最早在Telegram频道上宣布共和党的创党计划。2022年12月3日，共和党在阿拉木图举行第一次代表大会，根据党主席艾达尔别克·霍贾纳扎罗夫介绍，大会有千余人参加。
2022年12月19日，哈萨克斯坦司法部部长哈纳特·穆辛在议会上下两院联席会议结束后的记者采访中表示，共和党已正式完成注册登记程序。2023年1月18日，科扎纳扎罗夫在Facebook页面宣布该党已收到登记文件，成为哈萨克斯坦第七个正式注册的政党。
2023年1月25日，共和党在库斯塔奈州设置第一家区域分支机构。1月27日，该党的20个地区党部全部完成登记。

### 2023年马吉利斯选举
2023年初，共和党宣布将参加2023年哈萨克斯坦议会选举。截至该党竞选“巡演”在乌勒套州结束，共提交507,287份入党申请。
2023年哈萨克斯坦马吉利斯（议会下院）议员选举于2023年3月19日举行，7个政党参选政党中的6个得票率超过5%，达到进入议会的门槛。其中，共和党获得547,154票，占总票数的8.59%，赢得6个席位，在席位数量上排名第三。

## 意识形态
共和党致力于建立对全国政治的影响力，让哈萨克斯坦的每个公民都能参与政治、社会和经济变革。

## 参选成绩

### 马吉利斯选举
| 选举             | 党魁                    | 得票数量 | 得票率% | 获得议席数量 | 得票率排名 | 结果   | 信息来源 |
| ---------------- | ----------------------- | -------- | ------- | ------------ | ---------- | ------ | -------- |
| 2023年下议院选举 | 艾达尔别克·科扎纳扎罗夫 | 547,154  | 8.59%   | 6 / 98       | 新入选     | 第三名 | [ 12 ]   |